# Mike Ramsey

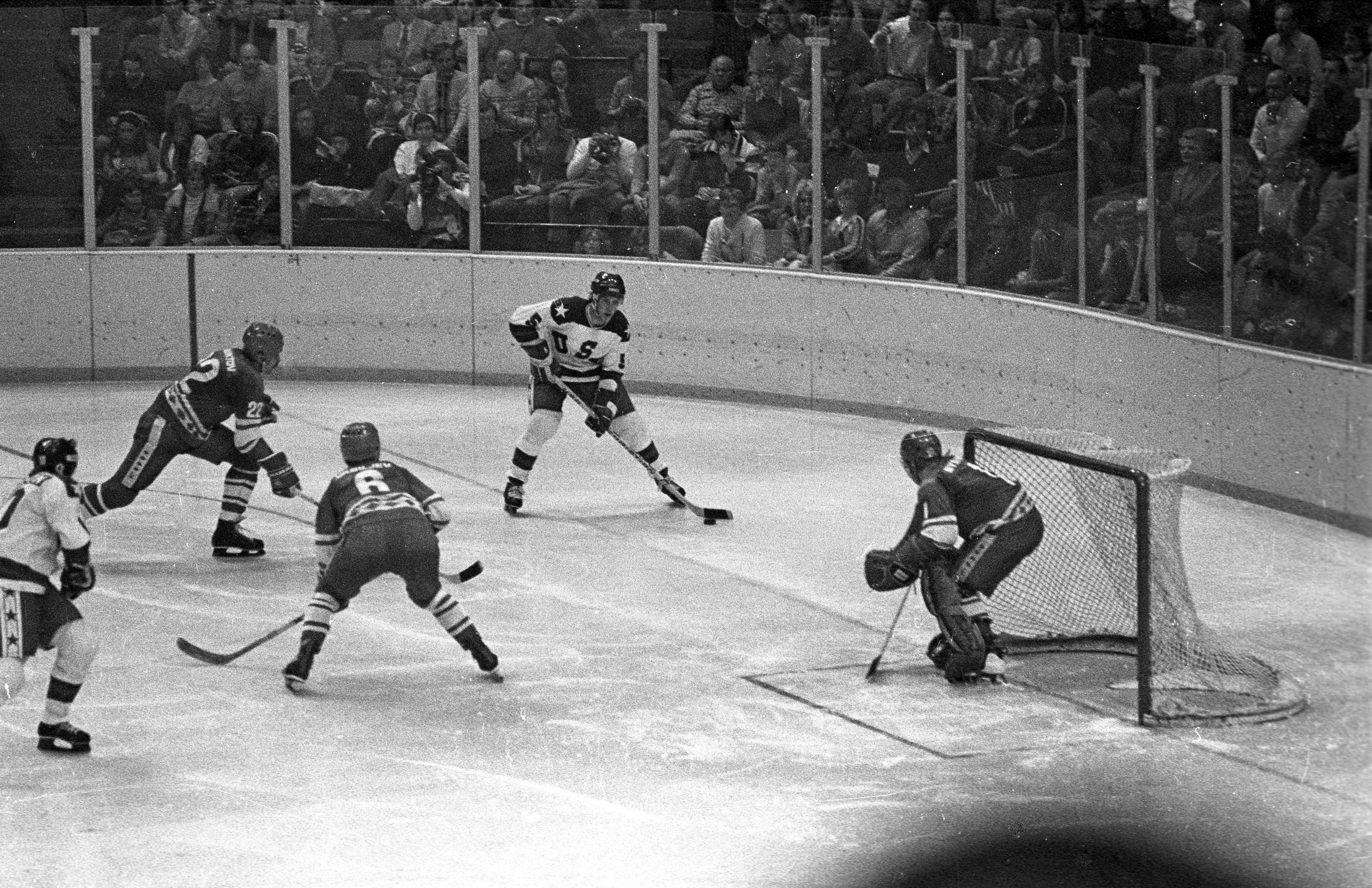
Fotografie ze zápasu proti SSSR na ZOH 1980. Mike Ramsey je v držení puku.

Michael Allen Ramsey  (* 3. prosince 1960, Minneapolis, Minnesota, USA) je bývalý americký hokejista, který nastupoval v NHL za Buffalo Sabres, Pittsburgh Penguins a Detroit Red Wings.

## Reprezentace
Jako junior se zúčastnil MS do 20 let 1979 ve Švédsku (6. místo).
Před sezonou 1979/80 byl vybrán do týmu americké reprezentace, který se celý úvod sezony připravoval na olympijský turnaj v Lake Placid. V rámci přípravy odehrál Ramsey 56 utkání a připsal si v nich 33 bodů (11 branek a 22 asistencí). Na turnaji se podařilo Američanům vybojovat šokující zlaté medaile po vítězství nad silným výběrem Sovětského Svazu. Dodnes je tento výsledek považován za jeden z nejpřekvapivějších v dějinách hokeje (označovaný jako Zázrak na ledě).
Podílel se ale i na neúspěchu na mistrovství světa 1982 ve Finsku, kde Američané obsadili poslední osmé místo a sestoupili z elitní skupiny. Dvakrát hrál na Kanadském poháru - v letech 1984 (semifinále) a 1987 (5. místo).
V únoru 1987 se odehrál dvojzápas mezi výběrem NHL a sovětskou reprezentací nazvaný Rendez-vous '87, v obou utkáních nastoupil Ramsey.

### Reprezentační statistiky
| 1979 | USA 20 | MS 20 | 5 | 1 | 1 | 2 | 10 |
| 1980 | USA    | OH    | 7 | 0 | 2 | 2 | 8  |
| 1982 | USA    | MS    | 7 | 1 | 0 | 1 | 8  |
| 1984 | USA    | KP    | 6 | 1 | 1 | 2 | 6  |
| 1987 | USA    | KP    | 5 | 0 | 1 | 1 | 2  |

## Hráčská kariéra
Ramsey přišel v roce 1978 do týmu minnesotské univerzity a v jeho dresu si vysloužil místo v All Star výběru NCAA a i se svým mužstvem celou soutěž vyhrál. V roce 1979 byl draftován na celkové jedenácté pozici klubem NHL Buffalem Sabres. Protože byl vybrán do olympijského výberu (viz výše), na univerzitě strávil jedinou sezonu.
Po olympijském vítězství dohrál sezonu 1979/80 za Sabres a došel s nimi až do finále konference, kde ale mužstvo vypadlo s New York Islanders (1:4 na zápasy). V tomto týmu pokračoval i v následujících letech. Čtyřikrát si vysloužil si účast v NHL All-Star Game (1982, 1983, 1985 a 1986). V letech 1989-1991 zastával pozici zástupce kapitána a v ročníku 1991/92 byl i kapitánem mužstva. V průběhu sezony 1992/93 byl vyměněn do Pittsburgh Penguins za Boba Erreye. V Buffalu se po premiérové sezoně nikdy nedostal dále než do druhého kola play off a totéž platilo i v Pittsburghu.
V létě 1994 podepsal jako volný hráč smlouvu s Detroit Red Wings a v jeho dresu si zahrál hned v první sezoně finále Stanley cupu, ovšem Red Wings podlehli New Jersey Devils 0:4 na zápasy. Ročník 1995/96 Red Wings zakončili vypadnutím ve finále konference s Colorado Avalanche 2:4 na zápasy. Red Wings vyhráli pohár v sezoně 1996/97, ale Ramsey v průběhu sezony ukončil kariéru a nebyl tak součástí vítězného mužstva. Své poslední utkání odehrál 15. března 1997 na ledě San José Sharks
V roce 2001 byl přijat do síně slávy Amerického hokeje.

## Klubové statistiky
| Sezona     | Klub                | Soutěž     | Základní část | Základní část | Základní část | Základní část | Základní část | Play off | Play off | Play off | Play off | Play off |
| Sezona     | Klub                | Soutěž     | Z             | G             | A             | B             | TM            | Z        | G        | A        | B        | TM       |
| ---------- | ------------------- | ---------- | ------------- | ------------- | ------------- | ------------- | ------------- | -------- | -------- | -------- | -------- | -------- |
| 1978/79    | U. of Minnesota     | NCAA       | 26            | 6             | 11            | 17            | 30            | —        | —        | —        | —        | —        |
| 1979/80    | Buffalo Sabres      | NHL        | 13            | 1             | 6             | 7             | 6             | 13       | 1        | 2        | 3        | 12       |
| 1980/81    | Buffalo Sabres      | NHL        | 72            | 3             | 14            | 17            | 56            | 8        | 0        | 3        | 3        | 20       |
| 1981/82    | Buffalo Sabres      | NHL        | 80            | 7             | 23            | 30            | 56            | 4        | 1        | 1        | 2        | 14       |
| 1982/83    | Buffalo Sabres      | NHL        | 77            | 8             | 30            | 38            | 55            | 10       | 4        | 4        | 8        | 15       |
| 1983/84    | Buffalo Sabres      | NHL        | 72            | 9             | 22            | 31            | 82            | 3        | 0        | 1        | 1        | 6        |
| 1984/85    | Buffalo Sabres      | NHL        | 79            | 8             | 22            | 30            | 102           | 5        | 0        | 1        | 1        | 23       |
| 1985/86    | Buffalo Sabres      | NHL        | 76            | 7             | 21            | 28            | 117           | —        | —        | —        | —        | —        |
| 1986/87    | Buffalo Sabres      | NHL        | 80            | 8             | 31            | 39            | 109           | —        | —        | —        | —        | —        |
| 1987/88    | Buffalo Sabres      | NHL        | 63            | 5             | 16            | 21            | 77            | 6        | 0        | 3        | 3        | 29       |
| 1988/89    | Buffalo Sabres      | NHL        | 56            | 2             | 14            | 16            | 84            | 5        | 1        | 0        | 1        | 11       |
| 1989/90    | Buffalo Sabres      | NHL        | 73            | 4             | 21            | 25            | 47            | 6        | 0        | 1        | 1        | 8        |
| 1990/91    | Buffalo Sabres      | NHL        | 71            | 6             | 14            | 20            | 46            | 5        | 1        | 0        | 1        | 12       |
| 1991/92    | Buffalo Sabres      | NHL        | 66            | 3             | 14            | 17            | 67            | 7        | 0        | 2        | 2        | 8        |
| 1992/93    | Buffalo Sabres      | NHL        | 33            | 2             | 8             | 10            | 20            | —        | —        | —        | —        | —        |
|            | Pittsburgh Penguins | NHL        | 12            | 1             | 2             | 3             | 8             | 12       | 0        | 6        | 6        | 4        |
| 1993/94    | Pittsburgh Penguins | NHL        | 65            | 2             | 2             | 4             | 22            | 1        | 0        | 0        | 0        | 0        |
| 1994/95    | Detroit Red Wings   | NHL        | 33            | 1             | 2             | 3             | 23            | 15       | 0        | 1        | 1        | 4        |
| 1995/96    | Detroit Red Wings   | NHL        | 47            | 2             | 4             | 6             | 35            | 15       | 0        | 4        | 4        | 10       |
| 1996/97    | Detroit Red Wings   | NHL        | 2             | 0             | 0             | 0             | 0             | —        | —        | —        | —        | —        |
| Celkem NHL | Celkem NHL          | Celkem NHL | 1070          | 79            | 266           | 345           | 1012          | 115      | 8        | 29       | 37       | 176      |

## Trenérská kariéra
V letech 1997-2000 byl asistentem trenéra celku Buffalo Sabres. V sezoně 1998/99 Sabres prohráli ve finále Stanley Cupu 2:4 na zápasy.
Dalším klubem, kde pracoval na stejné pozici, bylo mužstvo Minnesota Wild (2001-2010).

## Zajímavosti
- O olympijském triumfu v Lake Placid 1980 byl v roce 2004 natočen film, ve kterém Ramseyho hrál Joseph Cure. Ve filmu ke stejnému tématu z roku 1981 se Ramsey objevuje na archivních snímcích.
- V Red Wings byl spoluhráčem rival z pámátného utkání proti SSSR - obránce Vjačeslav Fetisov.
- Při prohraném finále Stanley Cupu v roce 1995 se v týmu Devils ze svého jediného zisku poháru radoval útočník Neal Broten, spoluhráč ze zlatého olympijského týmu i mužstva minnesotské univerzity.
- syn Jack (narozen 1995) hraje také lední hokej. Zatím sice působí na univerzitní úrovni, ale v roce 2014 jej draftovalo jako 208. v pořadí Chicago Blackhawks.[2]